# Chiesa di San Lorenzo (Faicchio)
La chiesa di San Lorenzo è un piccolo edificio religioso medievale in rovina, posto nelle campagne fra Faicchio e Gioia Sannitica. I ritrovamenti di ceramica a monte della chiesa, databili all'età romana e poi fra il X e il XIV secolo, testimonierebbero l'esistenza di un insediamento, probabilmente costruito in legno. San Lorenzo è fra le chiese i cui benefici, nel 1446, vengono annessi alla collegiata di Santa Maria Maggiore di Faicchio.

## Descrizione

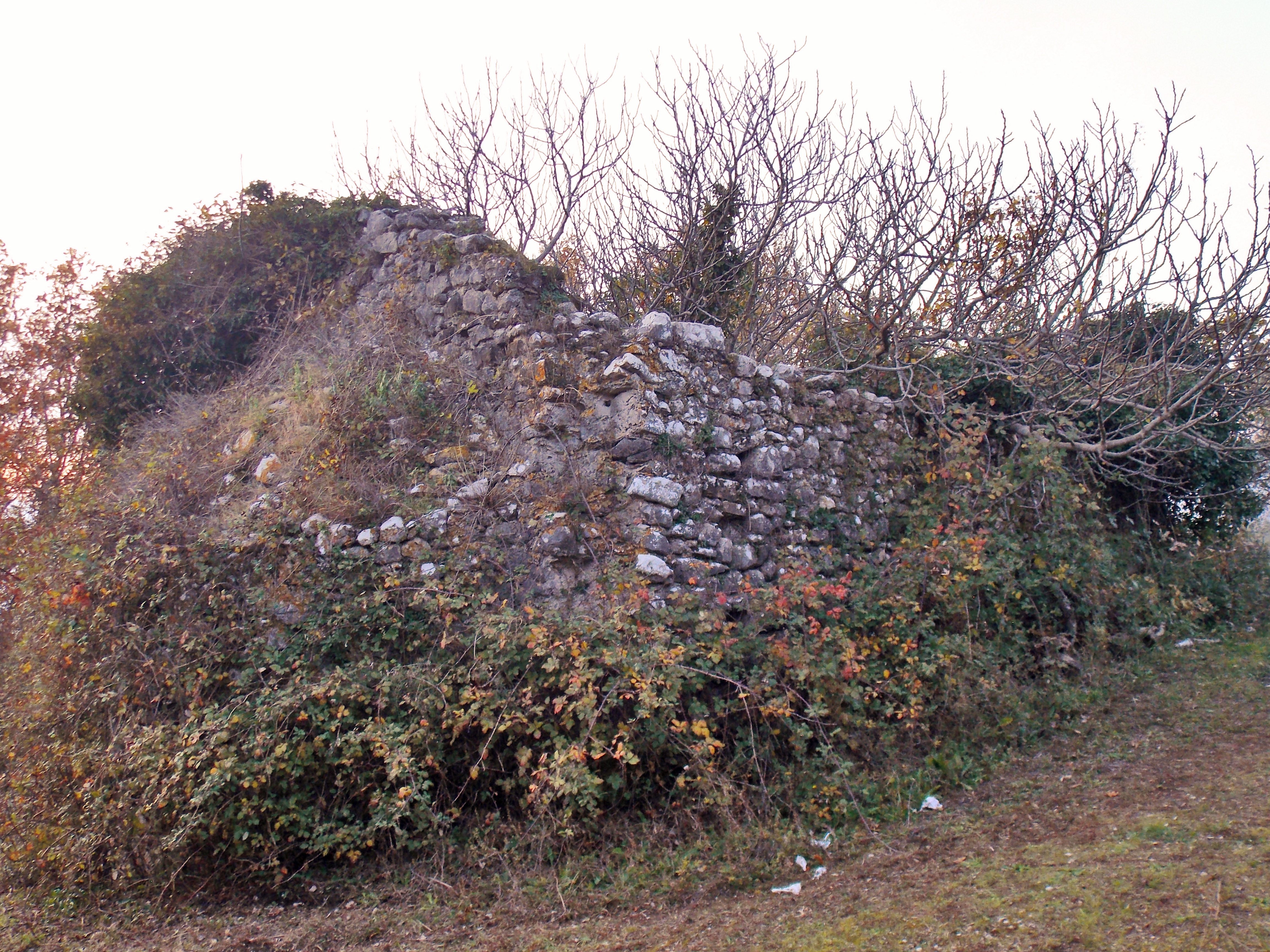
L'esterno

La chiesa di San Lorenzo è una piccola costruzione a navata unica terminante in un'abside, lunga 9,5 m e larga 5. Si presenta priva di tetto ed abbandonata, ma le strutture sono conservate per la maggior parte. I paramenti murari sono quasi interamente realizzati con pietre calcaree irregolari legate a malta; fanno eccezione gli spigoli e l'arco dell'abside, che sono evidenziati da un paramento in conci di tufo regolari. L'accesso alla chiesa si trova sul fianco destro della navata.
Il catino absidale conserva un affresco frammentario raffigurante l'Ascensione di Gesù, che è posto in una mandola circondato fra quattro angeli, dipinti a colori vivaci e caratterizzati da linee di contorno ben demarcate. Diverse caratteristiche della raffigurazione rimandano ad esempi riscontrabili in Terra di Lavoro fra il XI e il XII secolo, a partire da quelle dei volti, circondati da capigliature morbide, le gote evidenziate con un colorito più acceso, le sopracciglia prolungate a delineare il naso, le pieghe ombreggiate in rosso sulla fronte e sul collo. Il panneggio del vestiario presenta pieghe molto ravvicinate. In base a confronti con altri affreschi, potrebbero risalire alla seconda metà del XII secolo.